# Henni Mandemaker
Henni Mandemaker ('s-Hertogenbosch, 7 november 1951) is een Nederlands bokscoach die het Chinese olympische boksteam in Guangzhou heeft getraind in 2017.

## Biografie
Mandemaker heeft op zijn sportschool in 's-Hertogenbosch in 2004 onder meer Hüsnü Kocabaş (twaalfvoudig kampioen boksen) getraind. Mandemaker heeft drie boksers een wereldkampioenschap afgeleverd
Een van de wereldkampioenen getraind door Mandemaker was Rafaël Harutjunjan. Dankzij de lessen en training van Mandemaker ontwikkelde Rafaël Harutjunjan zich snel. Na zijn profdebuut in 2013 pakte hij in oktober 2014 zijn eerste wereldtitel waarna Mandemaker en Harutjunjan uit elkaar gingen.
In 2009 is Mandemaker gedecoreerd tot lid van de Orde van Oranje Nassau voor zijn twintig jaar lange werk voor de bokssport, onder meer als docent en jeugdcommissielid en lid technische raad en als trainer, coach en begeleider voor de Militaire Boksploeg. Mandemaker was ook nog coördinator bij de opvang van jonge asielzoekers. Mandemaker zet zich daarnaast in voor kinderen in Thailand via Stichting 168 Million.
Op zijn 65ste ging hij naar China om daar de olympische boksers onder zijn hoede te nemen. Na teruggekeerd te zijn naar Nederland sloeg Mandemaker de handen weer ineen met Rafaël Harutjunjan om voor een nieuwe wereld titel te gaan.
In 2021 hervatte Mandemaker zijn bokscentrum in Nederland onder de naam The Boxing Gym in een sportzaal aan het Vogelplein in Den Bosch om nieuw talent te trainen. Hier is Mandemakers pupil is Hüsnü Kocabaş vaak aanwezig. In dit bokscentrum wil Mandemaker boksen op jonge boksers en coaches over te brengen.